# Rogale (Dźwierzuty)
Rogale (deutsch Rogallen, 1938 bis 1945 Rogenau) ist ein Dorf in der polnischen Woiwodschaft Ermland-Masuren und gehört zur Gmina Dźwierzuty (Landgemeinde Mensguth) im Powiat Szczycieński (Kreis Ortelsburg).

## Geographische Lage
Rogale liegt in der südlichen Mitte der Woiwodschaft Ermland-Masuren, 23 Kilometer nördlich der Kreisstadt Szczytno (deutsch Ortelsburg).

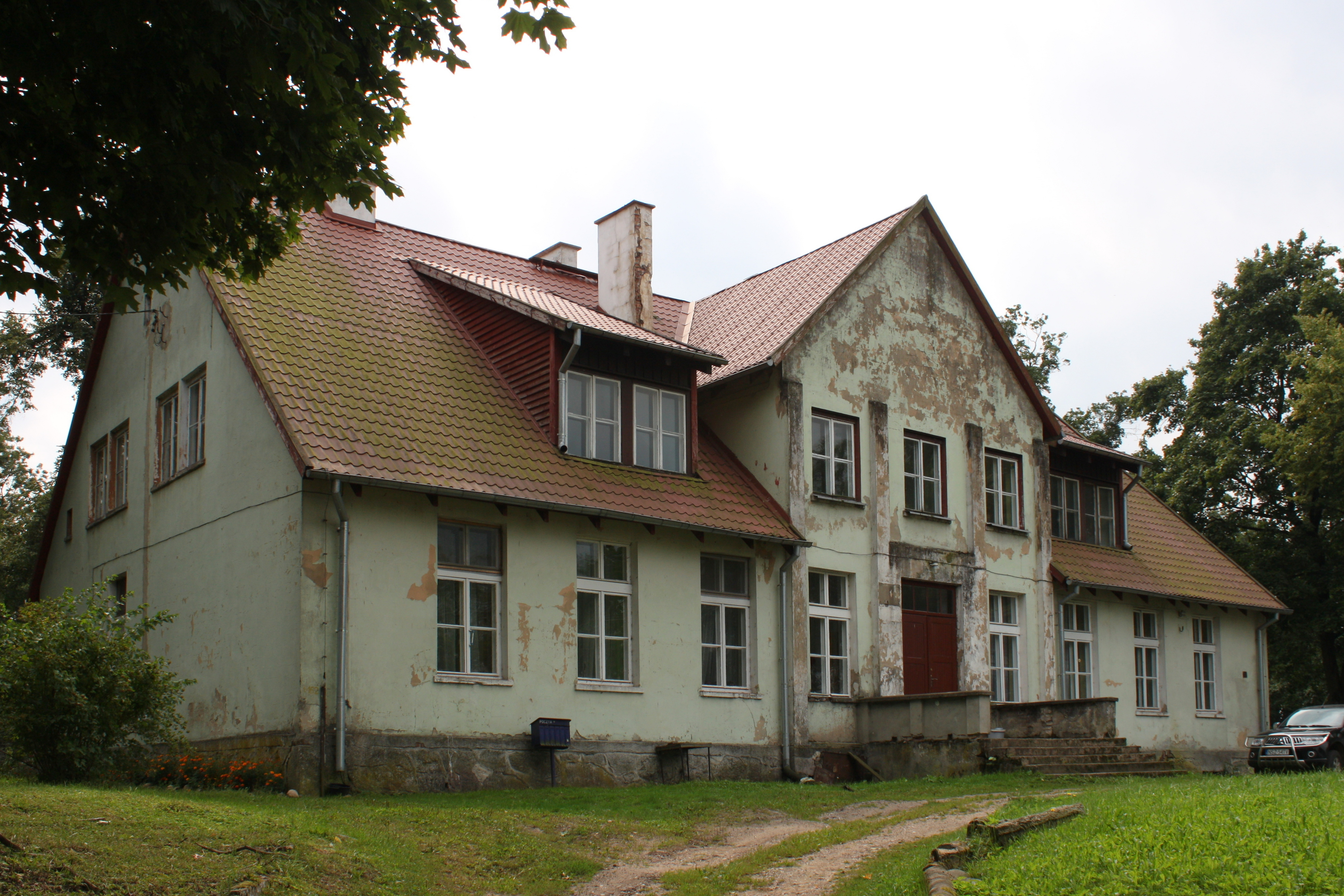
Ehemaliges Gutshaus Rogallen/Rogenau in Rogale

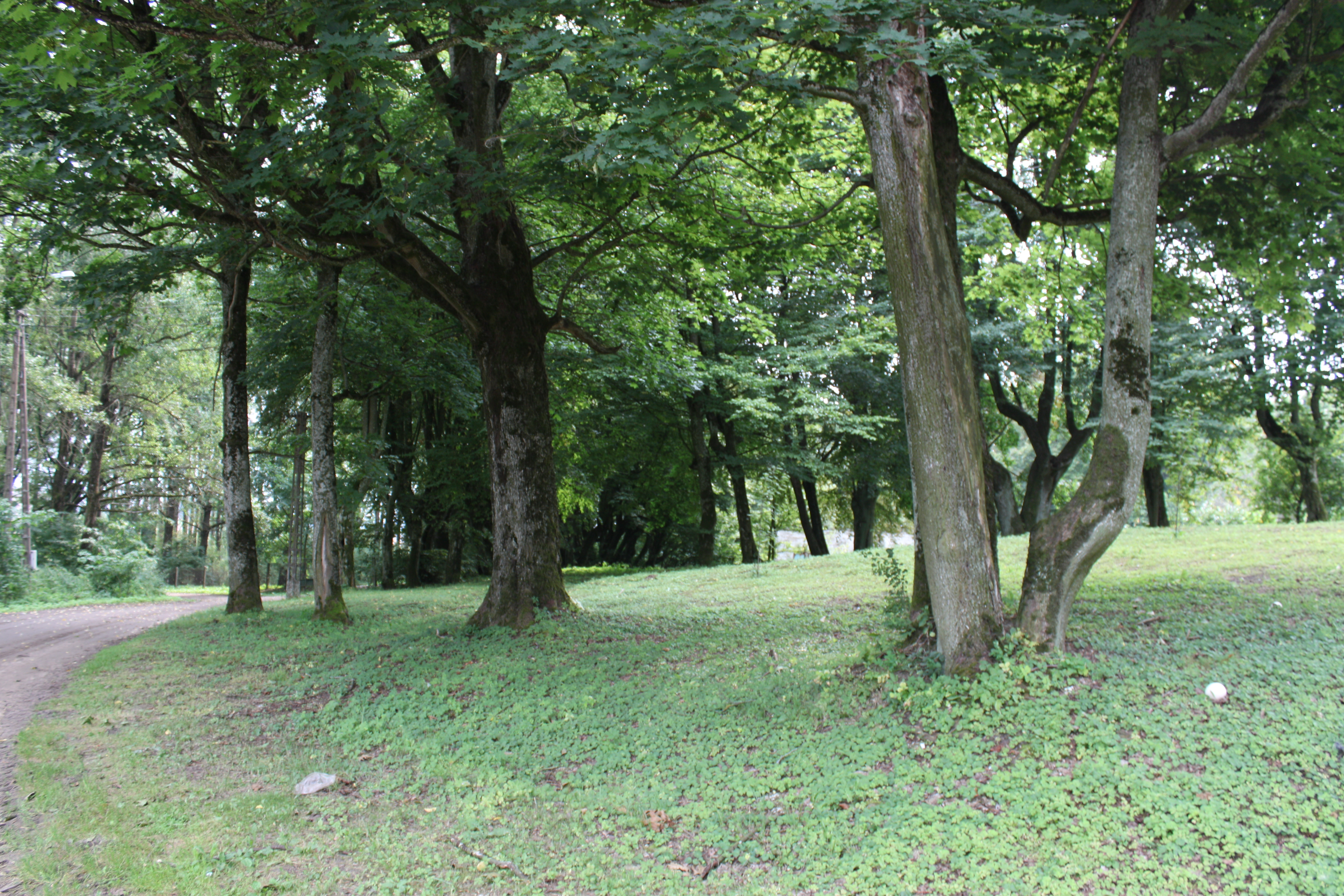
Im einstigen Gutspark

## Geschichte
Das Gründungsjahr des Gutsdorfs Rogallen ist nicht bekannt. Im Jahre 1486 wurde der Ort erstmals erwähnt, verschrieb doch in diesem Jahr der Hochmeister des Deutschen Ordens, Heinrich Reuß von Plauen, den Gebrüdern Hans, Friedrich, Günther und Balthasar Küchmeister von Sternberg 271 1/2 Hufen, darunter auch das Gut Rogallen. In der Mitte des 18. Jahrhunderts kaufte Landrat Christoph Wilhelm von Boyen aus Neidenburg (polnisch Nidzica) die Güter, und danach waren die Familien Schulz, von Glasenapp, von Sixtin, von Fresin und Korn Eigentümer.
Im Jahre 1874 wurde Rogallen in den neu errichteten Amtsbezirk Przytullen (polnisch Przytuły) eingegliedert, der – 1938 in „Amtsbezirk Steinhöhe“ umbenannt – bis 1945 bestand und zum ostpreußischen Kreis Ortelsburg gehörte. 1910 zählte Rogallen 139 Einwohner. Aufgrund der Bestimmungen des Versailler Vertrags stimmte die Bevölkerung im Abstimmungsgebiet Allenstein, zu dem Rogallen gehörte, am 11. Juli 1920 über die weitere staatliche Zugehörigkeit zu Ostpreußen (und damit zu Deutschland) oder den Anschluss an Polen ab. In Rogallen stimmten 76 Einwohner für den Verbleib bei Ostpreußen, auf Polen entfielen keine Stimmen.
Am 30. September 1928 schloss sich der Gutsbezirk Rogallen mit den Nachbargutsdörfern Przytullen (1938 bis 1945 Steinhöhe, polnisch Przytuły) und Gronden (polnisch Grądy) zur neuen Landgemeinde Rogallen zusammen. Sie zählte 1933 insgesamt 300 Einwohner. Am 3. Juni – amtlich bestätigt am 16. Juli – 1938 wurde Rogallen aus politisch-ideologischen Gründen der Abwehr fremdländisch klingender Ortsnamen in „Rogenau“ umbenannt. Die Einwohnerzahl sank bis 1939 auf 256.
Mit dem gesamten südlichen Ostpreußen kam das Dorf 1945 in Kriegsfolge zu Polen und erhielt die polnische Namensform „Rogale“. Heute ist das Dorf eine Ortschaft im Verbund der Landgemeinde Dźwierzuty (Mensguth) im Powiat Szczycieński (Kreis Ortelsburg) - bis 1998 der Woiwodschaft Olsztyn, seither der Woiwodschaft Ermland-Masuren zugehörig.

## Kirche
Bis 1945 war Rogallen/Rogenau in die evangelische Kirche Rheinswein in der Kirchenprovinz Ostpreußen der Kirche der Altpreußischen Union sowie in die katholische Kirche Ribben (polnisch Rybno) im Bistum Ermland eingepfarrt. Heute gehört Rogale katholischerseits immer noch zu der jetzt „Rybno“ genannten Pfarrei, die nun allerdings dem Erzbistum Ermland zugeordnet ist. Die evangelischen Einwohner richten sich ebenfalls zur früheren Kirche in Rańsk aus, die jetzt eine Filialkirche von Szczytno (Ortelsburg) in der Diözese Masuren der Evangelisch-Augsburgischen Kirche in Polen ist.

## Verkehr
Nach Rogale führt eine untergeordnete Nebenstraße von Przytuły aus direkt in den Ort. Eine Anbindung an den Bahnverkehr existiert nicht.